# Moselle Open 2022
Moselle Open 2022 — тенісний турнір, що проходив на кортах з твердим покриттям у місті Мец, Франція з 19 до 25 вересня. Належав до категорії ATP 250.

## Фінальна частина

### Одиночний розряд
Лоренцо Сонего —  Олександр Бублик 7–6(7–3), 6–2

### Парний розряд
Юго Нис /  Ян Зелінський —  Ллойд Гласспул /  Гаррі Геліоваара 7–6(7–5), 6–4